# Râul Șoarecu
Râul Șoarecu este un curs de apă, afluent al râului Olt. 

## Hărți
- Harta județului Harghita
- Harta Munții Ciucului  Arhivat în 28 ianuarie 2018, la Wayback Machine.
- Harta Munții Hășmaș  Arhivat în 26 iunie 2008, la Wayback Machine.